# Фрісе-Бюрт
Фрісе-Бюрт (нід. Friese Buurt) — селище в нідерландській провінції Північна Голландія. Входить до муніципалітету Ден-Гелдер.
Його площа становить 1,34 км², а населення станом на 2021 рік складало 95 осіб.